# Ctenitis fenestralis
Ctenitis fenestralis är en träjonväxtart som först beskrevs av Carl Frederik Albert Christensen, och fick sitt nu gällande namn av Edwin Bingham Copeland. Ctenitis fenestralis ingår i släktet Ctenitis och familjen Dryopteridaceae. Inga underarter finns listade.